# 자나이량
자나이량(중국어: 贾乃亮, 병음: Jiǎ Nǎiliàng, 한자음: 가내량, 1984년 4월 12일 ~ )은 중국의 배우이다. 

## 출연작

### 드라마
- 2013년 후난위성텔레비전 금응독파극장 《최미적시광》 - 쑹이 역
- 2014년 동방 위성 텔레비전 몽상극장 《산과남의생》 - 좌우 역
- 2014년 장시 위성 텔레비전 단독극장 《천금보모》 - 강민량 역
- 2015년 중국중앙텔레비전 제일특약극장 《영웅척계광》 - 당헌지 역
- 2015년 후난위성텔레비전 금응독파극장 《편편희환니》 - 샹하오 역
- 2015년 후난위성텔레비전 금응독파극장 《빙여화적청춘》 - 지양옌 역
- 2016년 저장 위성 텔레비전 중국람극장 《자부신탐》 - 모루이 역
- 2016년 후난위성텔레비전 청춘진행중 《기묘적시광지려》 - 한뤄페이 역
- 2017년 저장 위성 텔레비전 중국람극장 《복합대사》 - 리두안 역
- 2017년 저장 위성 텔레비전 중국람극장 《하소동난, 하소하량》 - 시취천 역
- 2018년 장쑤 위성 텔레비전 행복극장 《서언》 - 언소백 역
- 2019년 저장 위성 텔레비전 중국람극장 《추수》 - 류칭양 역
- 2019년 텐센트 웹드라마 《구천미애정》 - 추페이 역
- 2019년 저장 위성 텔레비전 중국람극장 《공강리인》  - 장치 역
- 2020년 동방 위성 텔레비전 동방극장 《재일기》 - 정기하 역
- 2021년 저장 위성 텔레비전 중국람극장 《애재성공하》 - 쑤싱 역
- 2022년 동방 위성 텔레비전 동방극장 《낙화시절》 - 전경야 역